# Macusani
Macusani è un comune del Perù, situato nella Regione di Puno e capoluogo della Provincia di Carabaya.